# Фишбах (Идар-Оберштайн)
Фи́шбах (нем. Fischbach) — коммуна в Германии, в земле Рейнланд-Пфальц.
Входит в состав района Биркенфельд. Подчиняется управлению Херрштайн. Население составляет 876 человек (на 31 декабря 2010 года). Занимает площадь 4,00 км².